# Osminia ferruginea
Osminia ferruginea is een vlinder uit de familie wespvlinders (Sesiidae), onderfamilie Sesiinae.
Osminia ferruginea is voor het eerst wetenschappelijk beschreven door Le Cerf in 1917. De soort komt voor in het Neotropisch gebied.